# Grand Prix Turecka 2007
Grand Prix Turecka (III Petrol Ofisi Turkish Grand Prix) byla 12. závodem sezóny 2007, který se konal 26. srpen 2007 na okruhu Istanbul Racing Circuit. V závodě zvítězil obhájce prvenství z roku 2006, Felipe Massa na voze Ferrari. Kimi Räikkönen druhým místem zajistil pro Ferrari 74. double v historii a druhé v sezóně.

## Výsledky
- 26. srpen 2007
- Okruh Istanbul Racing Circuit
- 58 kol x 5.34 km = 309.72 km
- 780. Grand Prix
- 5. vítězství Felipe Massi
- 198. vítězství pro Ferrari
- 93. vítězství pro Brazílii
- 119. vítězství pro vůz se startovním číslem 5

### Pořadí v cíli
| Pozice | Jezdec               | Vůz              | Čas         |
| ------ | -------------------- | ---------------- | ----------- |
| 1      | Felipe Massa         | Ferrari F2007    | 1h26:42,161 |
| 2      | Kimi Räikkönen       | Ferrari F2007    | á 0:02,275  |
| 3      | Fernando Alonso      | McLaren MP4/22   | á 0:26,181  |
| 4      | Nick Heidfeld        | BMW Sauber F1.07 | á 0:39,674  |
| 5      | Lewis Hamilton       | McLaren MP4/22   | á 0:45,085  |
| 6      | Heikki Kovalainen    | Renault R27      | á 0:46,169  |
| 7      | Nico Rosberg         | Williams FW29    | á 0:55,778  |
| 8      | Robert Kubica        | BMW Sauber F1.07 | á 0:56,707  |
| 9      | Giancarlo Fisichella | Renault R27      | á 0:59,491  |
| 10     | David Coulthard      | Red Bull RB3     | á 1:11,009  |
| 11     | Alexander Wurz       | Williams FW29    | á 1:19,628  |
| 12     | Ralf Schumacher      | Toyota TF107     | á 1 kolo    |
| 13     | Jenson Button        | Honda RA107      | á 1 kolo    |
| 14     | Anthony Davidson     | Super Aguri SA07 | á 1 kolo    |
| 15     | Vitantonio Liuzzi    | Toro Rosso STR2  | á 1 kolo    |
| 16     | Jarno Trulli         | Toyota TF107     | á 1 kolo    |
| 17     | Rubens Barrichello   | Honda RA107      | á 1 kolo    |
| 18     | Takuma Sató          | Super Aguri SA07 | á 1 kolo    |
| 19     | Sebastian Vettel     | Toro Rosso STR2  | á 1 kolo    |
| 20     | Sakon Jamamoto       | Spyker F8-VII    | á 2 kola    |
| 21     | Adrian Sutil         | Spyker F8-VII    | á 5 kol     |
| Kolo   | Odstoupili           | -                | -           |
| 9      | Mark Webber          | Red Bull RB3     | Hydraulika  |

### Nejrychlejší kolo
Kimi Räikkönen - Ferrari F2007- 1:27.295
- 24. nejrychlejší kolo Kimi Räikkönena
- 202. nejrychlejší kolo pro Ferrari
- 52. nejrychlejší kolo pro Finsko
- 76. nejrychlejší kolo pro vůz se startovním číslem 6

### Vedení v závodě
| Kola           | km         | Jezdec            | %   |
| 1. – 19. kolo  | 101,422 km | Felipe Massa      | 32% |
| 20. kolo       | 5,338 km   | Lewis Hamilton    | 2%  |
| 21. kolo       | 5,338 km   | Heikki Kovalainen | 2%  |
| 22. – 42. kolo | 112,098 km | Felipe Massa      | 36% |
| 43. kolo       | 5,338 km   | Fernando Alonso   | 2%  |
| 44. – 58. kolo | 80,07 km   | Felipe Massa      | 26% |
| -------------- | ---------- | ----------------- | --- |

| Massa | H | K | Massa | A | Massa |
| ----- | - | - | ----- | - | ----- |

### Postavení na startu
Felipe Massa- Ferrari- 1:27,329
- 8. Pole position Felipe Massi
- 193. Pole position pro Ferrari
- 117. Pole position pro Brazílii
- 111. Pole position pro vůz se startovním číslem 5

- Žlutě rozhodující čas pro postavení na startu.
- Červeně penalizace za výměnu motoru po kvalifikaci

| *  | *                                     | *  | *                                     | Kvalifikace III.                      | Kvalifikace II.                       | Kvalifikace I.                        |
| -- | ------------------------------------- | -- | ------------------------------------- | ------------------------------------- | ------------------------------------- | ------------------------------------- |
| 1  | Felipe Massa Ferrari 1'27.329         |    |                                       | Felipe Massa Ferrari 1'27.329         | Fernando Alonso McLaren 1'26.841      | Kimi Räikkönen Ferrari 1'27.294       |
|    |                                       | 2  | Lewis Hamilton McLaren 1'27.373       | Lewis Hamilton McLaren 1'27.373       | Kimi Räikkönen Ferrari 1'26.902       | Fernando Alonso McLaren 1'27.328      |
| 3  | Kimi Räikkönen Ferrari 1'27.546       |    |                                       | Kimi Räikkönen Ferrari 1'27.546       | Lewis Hamilton McLaren 1'26.936       | Felipe Massa Ferrari 1'27.488         |
|    |                                       | 4  | Fernando Alonso McLaren 1'27.574      | Fernando Alonso McLaren 1'27.574      | Felipe Massa Ferrari 1'27.039         | Lewis Hamilton McLaren 1'27.513       |
| 5  | Robert Kubica BMW 1'27.722            |    |                                       | Robert Kubica BMW 1'27.722            | Robert Kubica BMW 1'27.253            | Robert Kubica BMW 1'27.997            |
|    |                                       | 6  | Nick Heidfeld BMW 1'28.037            | Nick Heidfeld BMW 1'28.037            | Nick Heidfeld BMW 1'27.253            | Nick Heidfeld BMW 1'28.099            |
| 7  | Heikki Kovalainen Renault 1'28.491    |    |                                       | Heikki Kovalainen Renault 1'28.491    | Nico Rosberg Williams 1'27.750        | Heikki Kovalainen Renault 1'28.127    |
|    |                                       | 8  | Nico Rosberg Williams 1'28.501        | Nico Rosberg Williams 1'28.501        | Heikki Kovalainen Renault 1'27.784    | Nico Rosberg Williams 1'28.275        |
| 9  | Jarno Trulli Toyota 1'28.740          |    |                                       | Jarno Trulli Toyota 1'28.740          | Jarno Trulli Toyota 1'27.801          | Anthony Davidson Super Aguri 1'28.304 |
|    |                                       | 10 | Giancarlo Fisichella Renault 1'29.322 | Giancarlo Fisichella Renault 1'29.322 | Giancarlo Fisichella Renault 1'27.880 | Giancarlo Fisichella Renault 1'28.313 |
| 11 | Anthony Davidson Super Aguri 1'28.002 |    |                                       |                                       | Anthony Davidson Super Aguri 1'28.002 | Jarno Trulli Toyota 1'28.318          |
|    |                                       | 12 | Mark Webber Red Bull 1'28.013         |                                       | Mark Webber Red Bull 1'28.013         | Alexander Wurz Williams 1'28.360      |
| 13 | David Coulthard Red Bull 1'28.100     |    |                                       |                                       | David Coulthard Red Bull 1'28.100     | Jenson Button Honda 1'28.373          |
|    |                                       | 14 | Alexander Wurz Williams 1'28.390      |                                       | Rubens Barrichello Honda 1'28.188     | David Coulthard Red Bull 1'28.395     |
| 15 | Vitantonio Liuzzi Toro Rosso 1'28.798 |    |                                       |                                       | Jenson Button Honda 1'28.220          | Mark Webber Red Bull 1'28.500         |
|    |                                       | 16 | Ralf Schumacher Toyota 1'28.809       |                                       | Alexander Wurz Williams 1'28.390      | Rubens Barrichello Honda 1'28.792     |
| 17 | Takuma Sató Super Aguri 1'28.953      |    |                                       |                                       |                                       | Vitantonio Liuzzi Toro Rosso 1'28.798 |
|    |                                       | 18 | Sebastian Vettel Toro Rosso 1'29.408  |                                       |                                       | Ralf Schumacher Toyota 1'28.809       |
| 19 | Adrian Sutil Spyker 1'29.861          |    |                                       |                                       |                                       | Takuma Sató Super Aguri 1'28.953      |
|    |                                       | 20 | Sakon Yamamoto Spyker 1'31.479        |                                       |                                       | Sebastian Vettel Toro Rosso 1'29.408  |
| 21 | Jenson Button Honda 1'28.220          |    |                                       |                                       |                                       | Adrian Sutil Spyker 1'29.861          |
|    |                                       | 22 | Rubens Barrichello Honda 1'28.188     |                                       |                                       | Sakon Yamamoto Spyker 1'31.479        |

### Sobotní tréninky
| 1  | Lewis Hamilton McLaren 1:27.325       | 2  | Felipe Massa Ferrari 1:27.366         |
| 3  | Kimi Räikkönen Ferrari 1:27.506       | 4  | Fernando Alonso McLaren 1:27.743      |
| 5  | Nico Rosberg Williams 1:28.056        | 6  | Nick Heidfeld BMW 1:28.184            |
| 7  | Robert Kubica BMW 1:28.224            | 8  | Giancarlo Fisichella Renault 1:28.261 |
| 9  | Mark Webber Red Bull 1:28.337         | 10 | Heikki Kovalainen Renault 1:28.364    |
| 11 | Alexander Wurz Williams 1:28.413      | 12 | David Coulthard Red Bull 1:28.448     |
| 13 | Ralf Schumacher Toyota 1:28.448       | 14 | Jarno Trulli Toyota 1:28.520          |
| 15 | Jenson Button Honda 1:28.548          | 16 | Rubens Barrichello Honda 1:28.715     |
| 17 | Anthony Davidson Super Aguri 1:28.548 | 18 | Vitantonio Liuzzi Toro Rosso 1:28.937 |
| 19 | Sebastian Vettel Toro Rosso 1:29.408  | 20 | Takuma Sató Super Aguri 1:29.436      |
| 21 | Adrian Sutil Spyker 1:30.044          | 22 | Sakon Jamamoto Spyker 1:30.712        |

### Páteční tréninky
| *  | I. Trénink                            | *  | II. Trénink                           |
| -- | ------------------------------------- | -- | ------------------------------------- |
| 1  | Kimi Räikkönen Ferrari 1:27.988       | 1  | Lewis Hamilton McLaren 1:28.469       |
| 2  | Felipe Massa Ferrari 1:28.391         | 2  | Kimi Räikkönen Ferrari 1:28.762       |
| 3  | Fernando Alonso McLaren 1:29.222      | 3  | Ralf Schumacher Toyota 1:28.773       |
| 4  | Lewis Hamilton McLaren 1:29.261       | 4  | Jarno Trulli Toyota 1:28.874          |
| 5  | Heikki Kovalainen Renault 1:29.346    | 5  | Felipe Massa Ferrari 1:28.884         |
| 6  | Nico Rosberg Williams 1:29.403        | 6  | Fernando Alonso McLaren 1:28.947      |
| 7  | Ralf Schumacher Toyota 1:29.414       | 7  | Nico Rosberg Williams 1:28.995        |
| 8  | Giancarlo Fisichella Renault 1:29.541 | 8  | Heikki Kovalainen Renault 1:29.025    |
| 9  | Nick Heidfeld BMW 1:29.641            | 9  | Alexander Wurz Williams 1:29.093      |
| 10 | Jarno Trulli Toyota 1:29.685          | 10 | Robert Kubica BMW 1:29.368            |
| 11 | Robert Kubica BMW 1:29.710            | 11 | David Coulthard Red Bull 1:29.435     |
| 12 | Anthony Davidson Super Aguri 1:30.384 | 12 | Giancarlo Fisichella Renault 1:29.456 |
| 13 | David Coulthard Red Bull 1:30.398     | 13 | Nick Heidfeld BMW 1:29.792            |
| 14 | Jenson Button Honda 1:30.483          | 14 | Jenson Button Honda 1:29.945          |
| 15 | Rubens Barrichello Honda 1:30.580     | 15 | Rubens Barrichello Honda 1:30.055     |
| 16 | Vitantonio Liuzzi Toro Rosso 1:30.612 | 16 | Takuma Sató Super Aguri 1:30.104      |
| 17 | Takuma Sató Super Aguri 1:30.624      | 17 | Mark Webber Red Bull 1:30.315         |
| 18 | Alexander Wurz Williams 1:30.876      | 18 | Anthony Davidson Super Aguri 1:30.530 |
| 19 | Mark Webber Red Bull 1:30.917         | 19 | Vitantonio Liuzzi Toro Rosso 1:23.136 |
| 20 | Sebastian Vettel Toro Rosso 1:31.383  | 20 | Sebastian Vettel Toro Rosso 1:30.801  |
| 21 | Adrian Sutil Spyker 1:31.445          | 21 | Adrian Sutil Spyker 1:31.153          |
| 22 | Sakon Jamamoto Spyker 1:32.270        | 22 | Sakon Jamamoto Spyker 1:31.175        |

### Zajímavosti
- 74 double pro Ferrari
- 15 GP v řadě na bodech dokončil Fernando Alonso
- 200 GP pro motor Toyota
- 100 GP pro Fernanda Alonsa
- 100 GP pro Marka Webbera

| Pole position | Vítězství     | Nej. kolo      |
| Brazílie      | Brazílie      | Finsko         |
| Felipe Massa  | Felipe Massa  | Kimi Räikkönen |
| Ferrari F2007 | Ferrari F2007 | Ferrari F2007  |
| 1'27.329      | 1:26'42.161   | 1'27.295       |
| 220.051 km/h  | 214.108 km/h  | 220.136 km/h   |
| ------------- | ------------- | -------------- |

### Stav MS
| *  | Jezdec               | Body |
| -- | -------------------- | ---- |
| 1  | Lewis Hamilton       | 84   |
| 2  | Fernando Alonso      | 79   |
| 3  | Felipe Massa         | 69   |
| 4  | Kimi Räikkönen       | 68   |
| 5  | Nick Heidfeld        | 47   |
| 6  | Robert Kubica        | 29   |
| 7  | Heikki Kovalainen    | 19   |
| 8  | Giancarlo Fisichella | 17   |
| 9  | Alexander Wurz       | 13   |
| 10 | Nico Rosberg         | 9    |
| 11 | David Coulthard      | 8    |
| 12 | Mark Webber          | 8    |
| 13 | Jarno Trulli         | 7    |
| 14 | Ralf Schumacher      | 5    |
| 15 | Takuma Sató          | 4    |
| 16 | Jenson Button        | 1    |
| 17 | Sebastian Vettel     | 1    |

| * | Vůz         | Body |
| - | ----------- | ---- |
| 1 | McLaren     | 148  |
| 2 | Ferrari     | 137  |
| 3 | BMW         | 77   |
| 4 | Renault     | 36   |
| 5 | Williams    | 22   |
| 6 | Red Bull    | 16   |
| 7 | Toyota      | 12   |
| 8 | Super Aguri | 4    |
| 9 | Honda       | 1    |

| *  | Stát           | Body |
| -- | -------------- | ---- |
| 1  | Velká Británie | 93   |
| 2  | Finsko         | 87   |
| 3  | Španělsko      | 79   |
| 4  | Brazílie       | 69   |
| 5  | Německo        | 62   |
| 6  | Polsko         | 29   |
| 7  | Itálie         | 24   |
| 8  | Rakousko       | 13   |
| 9  | Austrálie      | 8    |
| 10 | Japonsko       | 4    |